# Pfefferspray

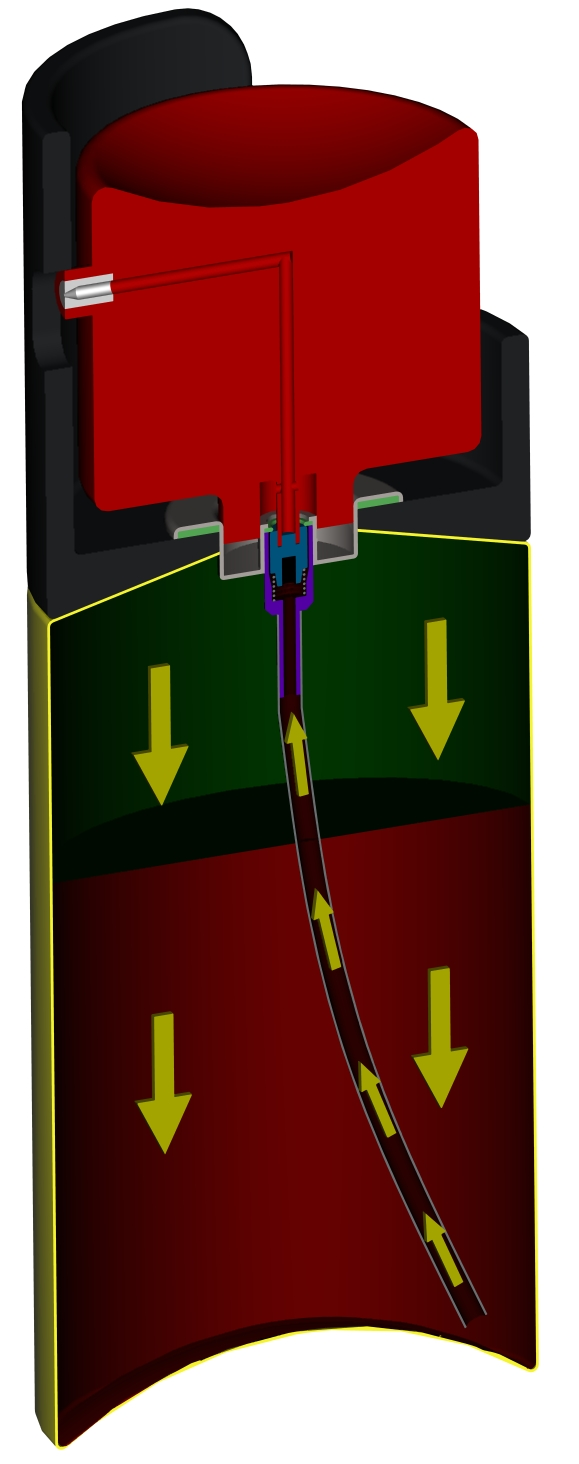
Aufbau und Funktionsweise einer Pfefferspraydose

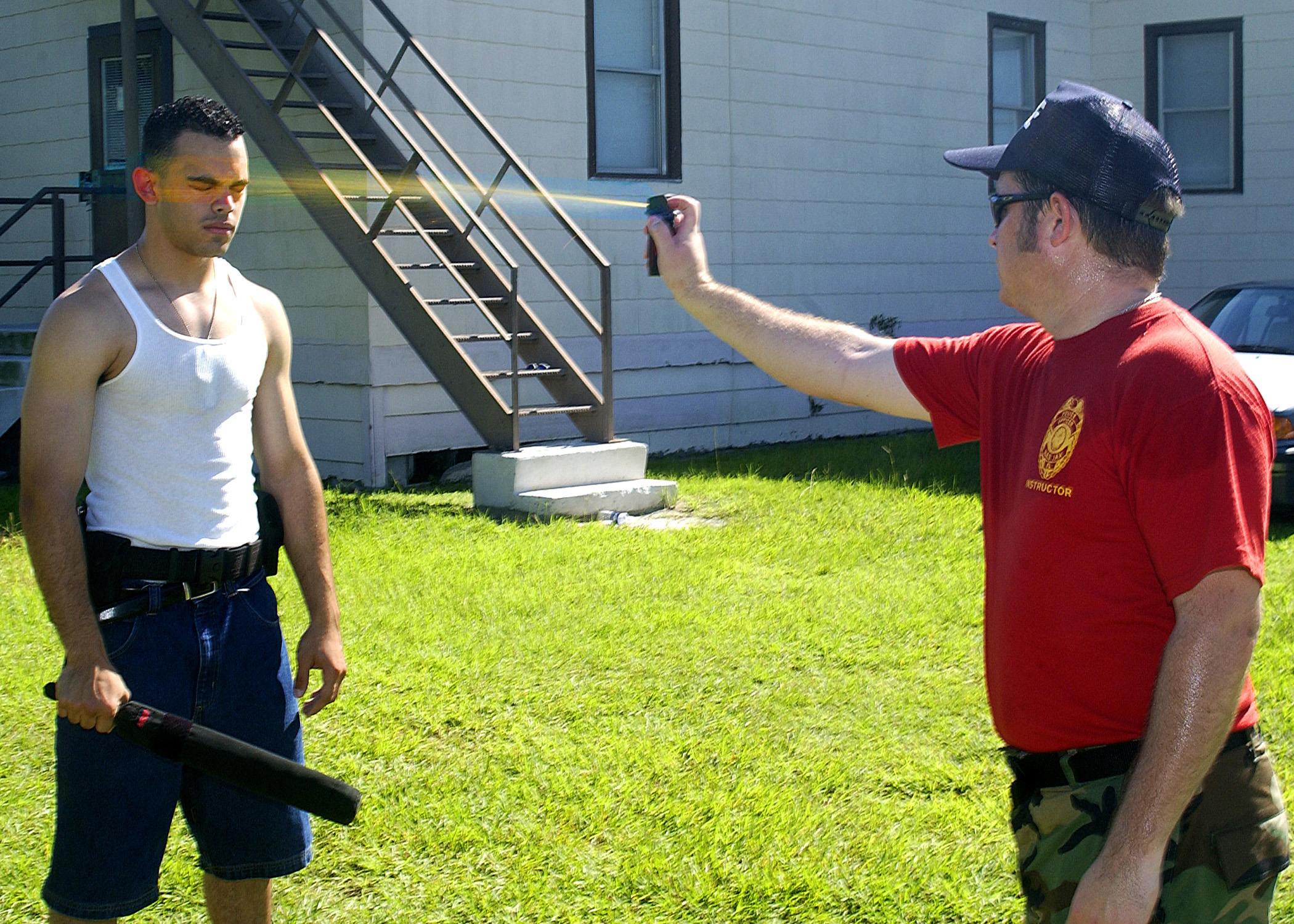
Demonstration des Einsatzes von Pfefferspray bei einem Sicherheitstraining

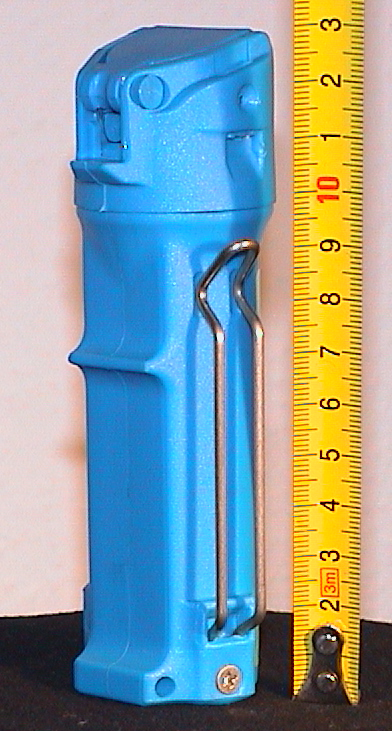
Inert-Spray

Pfefferspray ist ein in Sprühdosen unter Druck vorliegender, kontrolliert austreibbarer Reizstoff mit dem aus Chili-Schoten gewonnenen Wirkstoff Capsaicin. Es wird meist zur Selbstverteidigung gegen Haushunde, Wildtiere oder Menschen (Notstand bzw. Notwehr) als Abwehrmittel bzw. Distanzwaffe eingesetzt. In einigen Ländern einschließlich der USA wird es auch zur Abwehr von Bären benutzt (s. Anwendung gegen Haus- und Wildtiere).
Um die rechtliche Einstufung als Waffe und damit Prüfung und Bestimmungen nach dem Waffengesetz (etwa Reichweitenbegrenzung auf 2 m) in Deutschland zu umgehen, ist auf vielen Abwehrsprays der Hinweis „Nur zur Tierabwehr“ (oder vergleichbar) aufgedruckt. Ein bewusstes Mitführen zur Anwendung gegenüber Menschen und der entsprechende Einsatz ist daher verboten. Der Einsatz gegenüber Menschen kann jedoch ggf. als Notwehrhandlung gerechtfertigt sein. Ob der an sich verbotene Einsatz im Rahmen der Notwehr zulässig war, entscheidet letztlich ein Gericht im Einzelfall.
Der Einsatz durch Vollzugskräfte wie Polizei und Feldjäger erfolgt durch Ausnahmegenehmigung der zuständigen Ministerien. Der Einsatz durch die Bundeswehr im Auslandseinsatz auch für Feldjäger ist nach dem Genfer Protokoll „gegenüber Angehörigen gegnerischer Streitkräfte“ verboten.
Als Folge des gesunkenen Sicherheitsgefühls von Teilen der Bevölkerung hat sich die Nachfrage nach Pfefferspray in Deutschland 2015 und 2016 erheblich erhöht. Während Pfefferspray in der Vergangenheit nur in Fachgeschäften und im Onlinehandel vertrieben wurde, hat im Zuge der stark gewachsenen Nachfrage im Juni 2016 auch eine bundesweit vertretene Drogeriemarktkette Pfefferspray in ihr Dauer-Sortiment aufgenommen.

## Anwendung gegen Haus- und Wildtiere
Neben der Selbstverteidigung gegen Menschen und Haustiere und als Zwangsmittel bei Widerstand gegen Vollzugsbeamte wird der Reizstoff auch als Abwehrmittel gegen wilde Tiere, insbesondere Bären, eingesetzt. Die Notwehr, bei Tieren der Notstand, rechtfertigt den Einsatz im juristischen Sinn. Anwendungsgebiete sind z. B. Nord-Kanada, Alaska, Sibirien und Kamtschatka sowie die USA. Üblich sind dort Inhaltsvolumen um 340 ml, um bei sich bewegenden Tieren einschließlich der zur Abwehr wirkungslosen Treffer außerhalb von Augen, Nase und Maul (Schleimhäute) dennoch ausreichende Wirkung zu erzielen. Auf Spitzbergen, das zu Norwegen gehört, ist der Reizstoff verboten.

## Technische Ausführungen und Risiken
Das Funktionsprinzip eines Reizstoffsprühgerätes ist identisch mit dem einer Sprühdose. Die im Handel erhältlichen Sprays können den Wirkstoff flüssig, als Schaum oder als Gel freisetzen. Das Sprühbild kann einem konischen Nebel oder einem Strahl entsprechen. Die Reichweite beträgt bei handelsüblichen Geräten 1,5 bis 5 m. Einige Hersteller bieten so genannte Inert-Sprays an. Diese Sprühgeräte enthalten eine harmlose Ersatzflüssigkeit ohne den Wirkstoff OC und ermöglichen so ein gefahrloses Einsatztraining.
Pfefferspraybehälter stehen unter Druck. Wie alle Sprühdosen müssen sie vor direkter Sonneneinstrahlung und Hitze über 50 °C geschützt werden, ansonsten besteht Explosionsgefahr, in diesem Fall mit zusätzlicher massiver und unkontrollierter Freisetzung des Wirkstoffs (siehe Abschnitt#Der Wirkstoff und dessen Wirkungsweise). Auch leere Behälter sollen nicht geöffnet oder verbrannt werden.

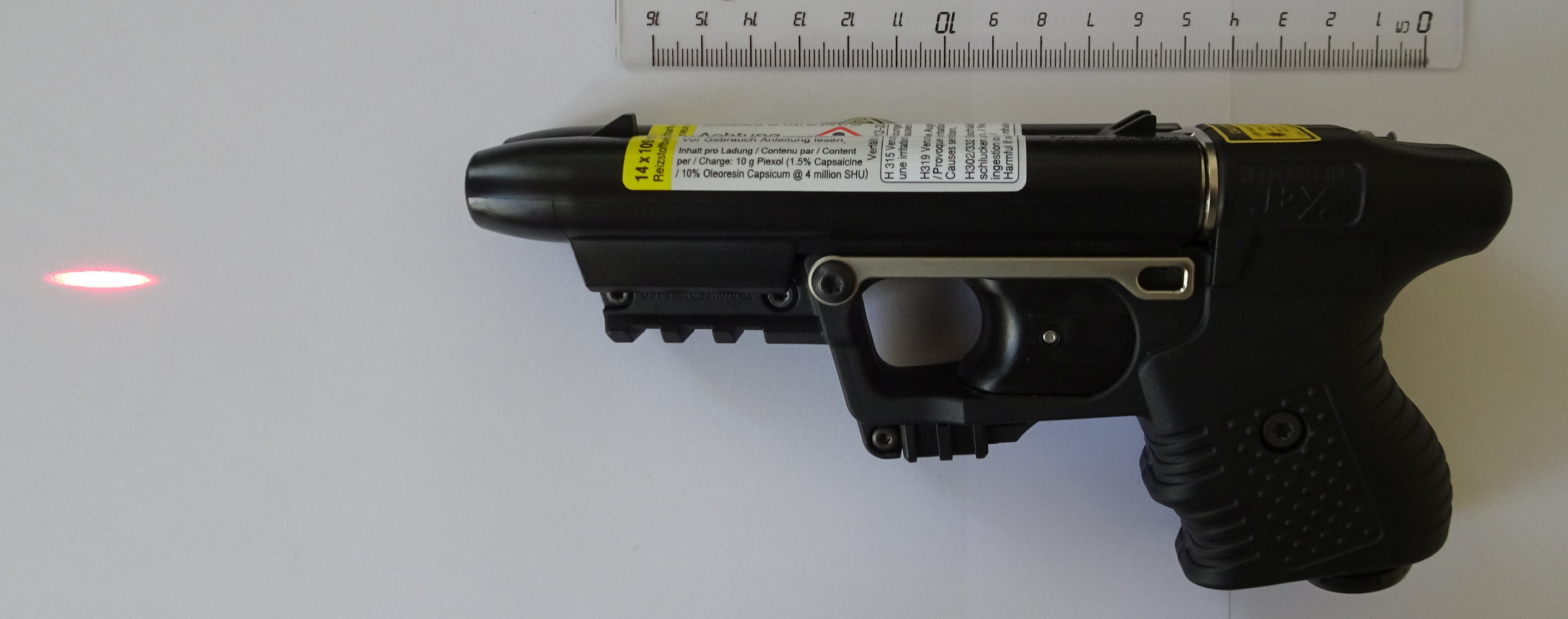
„Jet Protector JPX“ mit Laservisier, zweischüssig, Piexon Inc.

Neben kleineren Abschussgeräten, die in die hohle Hand passen, sind pistolenartig geformte, in der Schweiz produzierte, zwei- bis vierschüssige Geräte, auch mit hinzugefügtem Laservisier im Einsatz, die mit hoher Geschwindigkeit eine Reizstoffwolke abgeben, die in 4 bis 7 m Entfernung ihr Ziel erreicht. Auch sie dürfen in Deutschland nur zur Tierabwehr oder zur Notwehr bzw. Nothilfe eingesetzt werden. Übungspatronen mit Lebensmittelfarbe sind verfügbar.

## Der Wirkstoff und dessen Wirkungsweise
Der Wirkstoff Capsaicin wird aus dem Harzöl (Oleoresin) von Pflanzen der Gattung Capsicum (Chilis bzw. Paprika) gewonnen, weswegen als Wirkstoff auch die Bezeichnung Oleoresin Capsicum (OC) angegeben wird. Pfeffer der Gattung Piper ist in einem Pfefferspray jedoch nicht enthalten, die irreführende Bezeichnung geht auf einen Übersetzungsfehler aus dem Englischen zurück, da auf Englisch „pepper“ sowohl „Pfeffer“ als auch „Paprika“ bedeuten kann.
Nach der Freisetzung von Capsaicin treten folgende Wirkungen auf:
- Augen: heftiger brennender Schmerz und Schwellung der Schleimhäute bewirkt das sofortige Schließen der Augenlider für ungefähr fünf bis zehn Minuten.
- Atmung: Ein Einatmen des Pfeffersprays führt zu Husten und Atemnot, selten Ersticken.
- Haut: Die besprühten Stellen „brennen“ und zeigen für 15 bis 40 Minuten einen Juckreiz. Je nach Dosierung kann es aber noch 48 Stunden dauern, bis die Wirkung nachlässt.

All diese Wirkungen treten sofort oder innerhalb weniger Sekunden ein.

### Allgemeiner Wirkmechanismus
Der physiologische Wirkmechanismus von Capsaicin beruht auf der Ausschüttung des Nervenübertragungsstoffs (Neurotransmitters) Substanz P in den freien Endigungen (Nozizeptoren) peripherer Nerven. Zusätzlich wird in Haut und Schleimhaut eine Entzündungsreaktion ausgelöst.
Bei längerfristiger Anwendung von Capsaicin kommt es zu einem Wirkverlust, da die Ausschüttung der Substanz P nachlässt, was eine geringere Schmerzempfindlichkeit zur Folge hat.

### Risikopersonen und Todesfälle
Bei gebrechlichen Personen, wie Asthmatikern und Menschen unter Drogeneinfluss, besteht die Gefahr von Todesfällen. Allein in Kalifornien wurden 26 Tote zwischen Januar 1994 und Juni 1995 dokumentiert. Weiteren Forschungen zufolge erhöht der Wirkstoff Capsaicin die Sterblichkeitsrate von Menschen unter Einfluss von Kokain um ein Vielfaches, siehe den entsprechenden Abschnitt im Artikel Capsaicin.

### Augen
Am Auge führt Capsaicin zu einem heftigen brennenden Schmerz sowie zu einem krampfartigen Schluss der Augenlider. Daneben kommt es zu einer Rötung und Schwellung der Bindehaut und zu heftigem Tränenfluss. Vereinzelt sind Schädigungen des Hornhautepithels beschrieben, diese heilen jedoch folgenlos ab. Träger von Kontaktlinsen können vermehrte Reaktionen zeigen, weil sich zwischen der Kontaktlinse und der Hornhaut ein Wirkstoffdepot entwickeln kann.
Längeres Einwirken von Capsaicin führt zu einer herabgesetzten Schmerzempfindlichkeit der Bindehaut des Auges, was zu einem selteneren Lidschlag führen kann, was wiederum eine Austrocknung der Hornhaut zur Folge hat, die mit einer Trübung der Hornhaut einhergeht. Dadurch besteht die Gefahr, dass es zu einem zeitweiligen Sehverlust kommen kann.

### Atmung
Die Wirkung auf die Atemwege ist stark davon abhängig, in welchem Ausmaß der Wirkstoff in den Mund und die Atemwege gelangt; ein Hustenreiz tritt jedoch fast immer ein. Teilweise kann es bei Asthmatikern zu einer Verkrampfung des Bronchialsystems und zum Stimmritzenkrampf kommen. Insbesondere bei labiler Blutdrucklage oder vorbestehendem arteriellen Bluthochdruck können alle zuvor benannten Reaktionen zu massiven Kreislaufbeschwerden (siehe hypertensive Krise) führen. Die körperlichen Reaktionen sind dazu geeignet, getroffene Personen zusätzlich psychisch zu beeinflussen, so dass auch eine Verstärkung des aggressiven Verhaltens oder eine panikartige, furchtsame Reaktion folgt.

### Haut
Eine Histaminausschüttung führt zu einer Hautrötung und kann eine Quaddelbildung und Schwellung auslösen, selten kommt es zu Blasenbildung. Die genannten Symptome klingen meist über einen Zeitraum bis 45 Minuten ab, eine Reinigung der betroffenen Körperstellen kann diese Zeit verkürzen.

### Behandlungshinweise

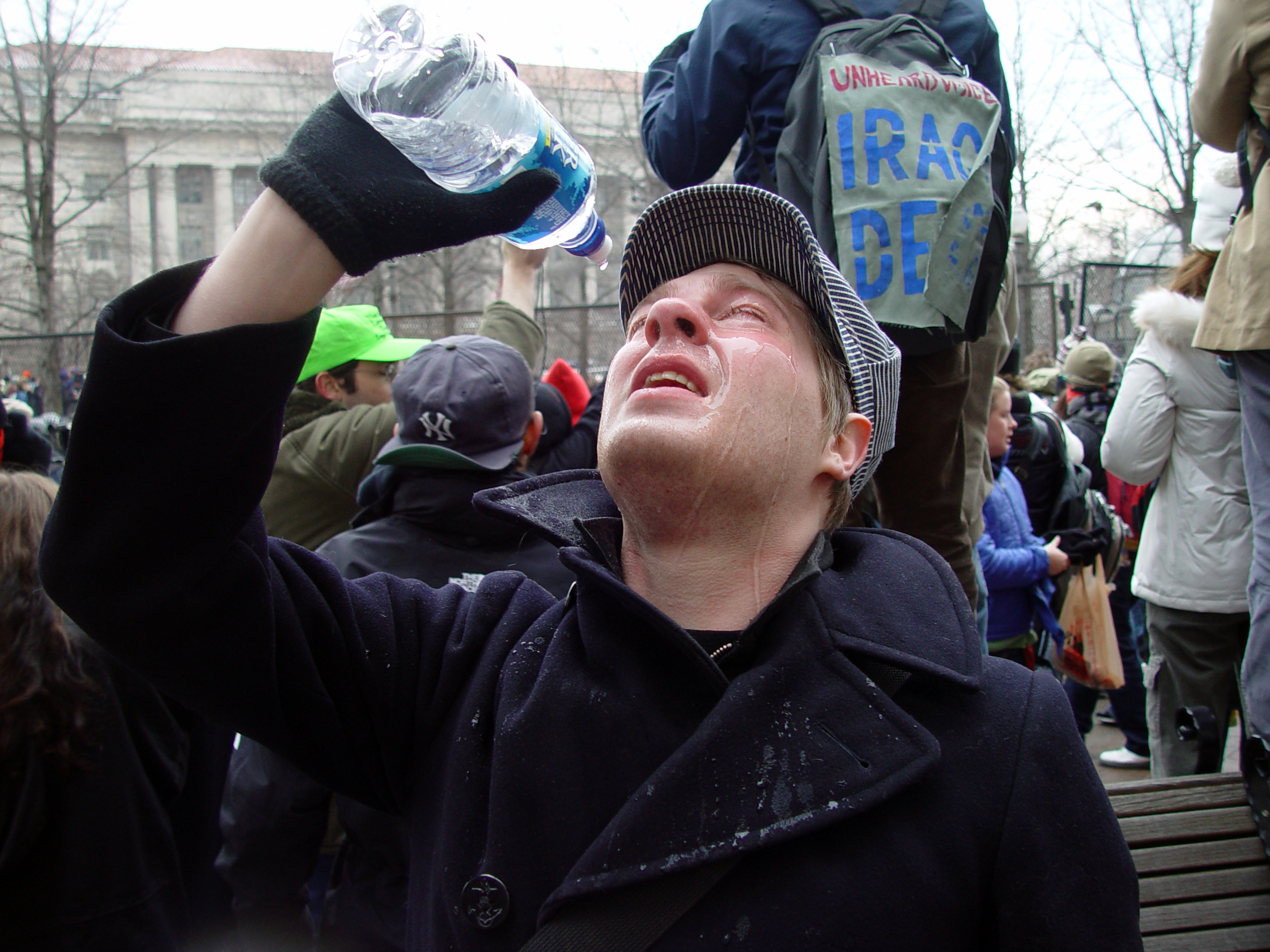
Ein Demonstrant spült seine Augen, nachdem er mit Pfefferspray in Kontakt gekommen ist.

Nach Empfehlung der Hersteller sollten Betroffene den Reizstoff so schnell wie möglich für die Dauer von 10–15 Minuten mit kaltem Wasser abspülen. Die Verwendung anderer Mittel ist kontraindiziert. Kaltes Wasser schließt die Poren und verhindert so die weitere Aufnahme des Reizstoffes. Reiben, Schrubben oder Kratzen sollte vermieden werden, da ansonsten die Substanzen intensiver in die Haut eindringen können. Gleiches gilt für die Verwendung von Cremes und Salben. Nach den ersten 10–20 Minuten lässt der Schmerz langsam nach. Alle Symptome sollten innerhalb einer Dreiviertelstunde abklingen. Sollte dies nicht der Fall sein, ist umgehend ärztliche Behandlung notwendig.
Bei Kontakt mit den Augen sollten diese ebenfalls für 10–15 Minuten mit fließendem kalten Wasser ausgespült und sofort danach ein Facharzt besucht werden. Auch eine Augenspülflasche kann verwendet werden. Kontaktlinsen sollten entfernt werden. Die Symptome sollten nach spätestens 45 Minuten abgeklungen sein. 
Bei Kontakt mit der Mundschleimhaut sollte diese umgehend mit kaltem Wasser ausgespült werden. Ein Verschlucken des Spülwassers ist zu verhindern. Sollte das Reizgas bis in den Rachen eingedrungen sein, ist die Atmung des Betroffenen zu überwachen und gegebenenfalls sofort der Rettungsdienst zu rufen, da es zu einem Zuschwellen der Atemwege kommen kann.

## Anwendung bei der Polizei

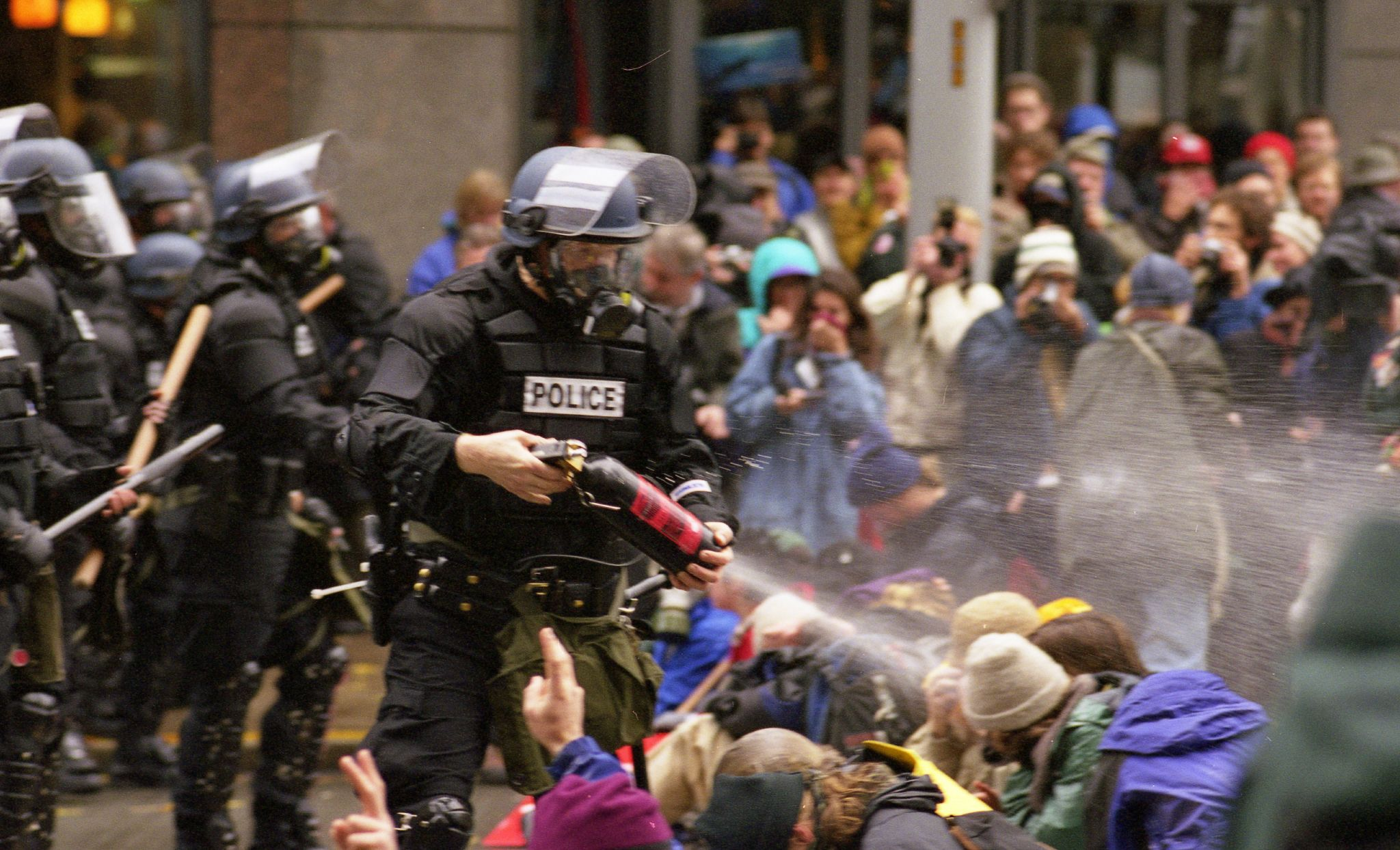
US-Polizeieinsatz mit Pfefferspray in Seattle 1999

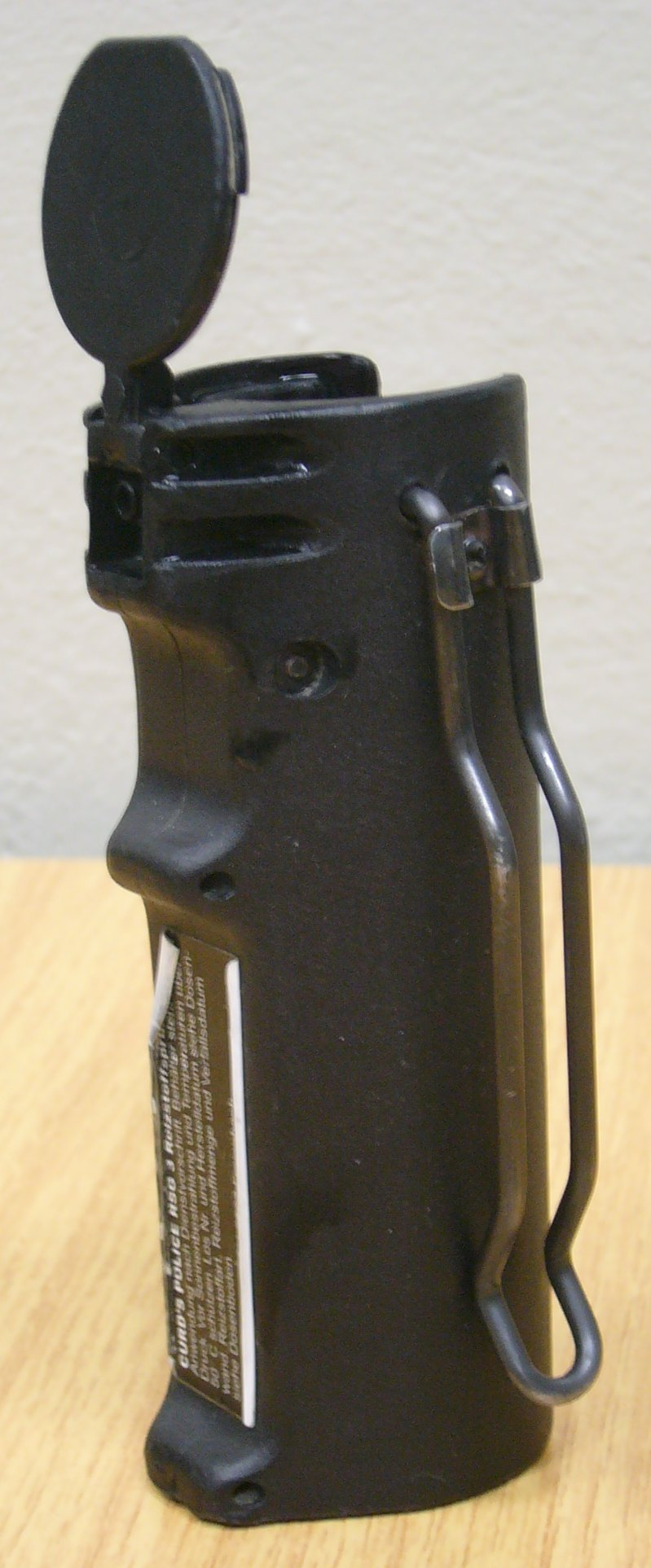
RSG-3

Pfefferspray ersetzt weltweit mittlerweile bei vielen Polizeibehörden das CS-Gas, da dieses in seiner Wirkung erheblich unzuverlässiger ist. Es wurde bei der deutschen Polizei Anfang 2000 als Einsatzmittel für Polizeivollzugsbeamte eingeführt, um unmittelbaren Zwang auszuüben. Ziel war und ist es, damit ein milderes Zwangsmittel als den Schlagstock oder sogar gegenüber dem Schusswaffengebrauch zu schaffen, um dem Grundsatz der Verhältnismäßigkeit bei der Auswahl des Zwangsmittels besser Rechnung tragen zu können.
Bei deutschen Polizeien wird Pfefferspray ausschließlich mittels Reizstoffsprühgeräten (RSG) verwendet. Der Anteil des Reizstoffes beträgt bei der deutschen Polizei 0,3 Gew.-%. Die polizeilichen Ausführungen (RSG 1, 2, 3 und 4) unterliegen der Technischen Richtlinie Reizstoff-Sprühgeräte (TR RSG) und sind nicht auf dem freien Markt erhältlich. Vergleichbare Modelle sind als zivile Ausführungen erhältlich.

### Capsaicingeschosse
Der Reizstoff kann auch mit speziellen Schusswaffen als Kapsel verschossen werden (Pepperball). Diese platzt bei einem Treffer auf eine Person auf und bedeckt sie mit dem pulverisierten Reizstoff. In Deutschland wurden solche Waffen erstmals im Februar 2010 per Verwaltungsbeschluss für die sächsische Polizei zugelassen. Bei Polizeikräften in den USA wurde diese Waffe teilweise wieder abgeschafft, nachdem 2004 eine Passantin in Boston durch einen Schuss ins Auge getötet worden war.

## Rechtliche Situation

### Deutschland
Pfeffersprays sind in Deutschland rechtlich in zwei Kategorien einzuordnen:
- Zum einen solche, die gegen Menschen eingesetzt werden sollen und damit als Reizstoffsprühgeräte im Sinne des Waffengesetzes gelten.[16]
- Zum anderen solche, die zur Tierabwehr mitgeführt werden und auch entsprechend gekennzeichnet sind (Tierabwehrspray). Bei Tierabwehrsprays handelt es sich nicht um Waffen im Sinne des Waffengesetzes.[17] Sie dürfen von jedermann und ohne Altersbeschränkung bei sich getragen werden.

Für den Einsatz gegen Menschen mitgeführte Reizstoffsprühgeräte dagegen dürfen erst ab einem Alter von 14 Jahren besessen werden. Der enthaltene Reizstoff muss zudem als gesundheitlich unbedenklich zugelassen worden sein. Im Übrigen dürfen Reichweite und Sprühdauer von Reizstoffsprühgeräten bestimmte Grenzwerte nicht übersteigen. Zum Nachweis dieser Eigenschaften muss an diesen ein entsprechendes Prüfzeichen der Physikalisch-Technischen Bundesanstalt angebracht sein. Tierabwehrsprays unterliegen keinerlei vergleichbaren Einschränkungen. Auch sie dürfen allerdings nicht bei Demonstrationen oder auf dem Weg dorthin mitgeführt werden.
In Tierabwehrsprays ist zumeist der Wirkstoff Oleoresin Capsicum enthalten. Für Reizstoffsprühgeräte ist dieser nicht zugelassen. Das für eine Zulassung erforderliche Prüfungsverfahren würde Tierversuche voraussetzen, die nach dem geltenden Tierschutzgesetz nicht durchgeführt werden dürfen. Andere Wirkstoffe wie etwa 2-Chlorbenzylidenmalonsäuredinitril (CS) oder Omega-Chloracetophen (CN) wurden noch vor dem Inkrafttreten des verschärften Tierschutzgesetzes zugelassen. Der Besitz von Reizstoffsprühgeräten mit einem nicht zugelassenen Wirkstoff stellt einen Verstoß gegen das Waffengesetz dar.

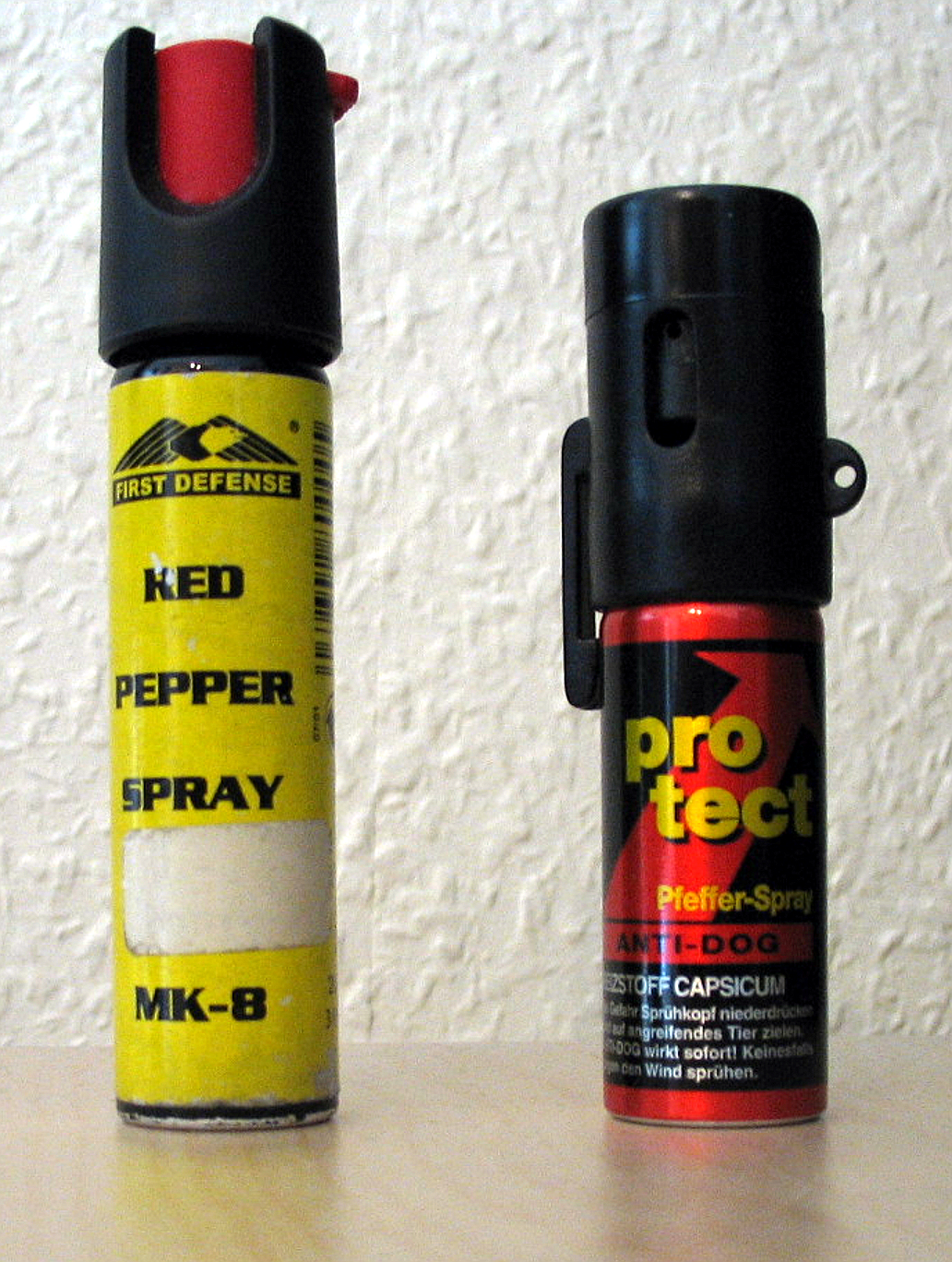
Handelsübliche Pfeffersprays aus Deutschland

Wird Pfefferspray gegen einen Menschen eingesetzt, so erfüllt dies grundsätzlich den Tatbestand der gefährlichen Körperverletzung. Deswegen wird auch zunächst ein Ermittlungsverfahren eingeleitet. Falls der Einsatz im Rahmen durch Notwehr gedeckt war, stellt die Staatsanwaltschaft das Verfahren ein. Anderenfalls erhebt sie Anklage und ein Gericht entscheidet letztlich im Einzelfall. 
Behördliche Vollzugsbeamte wie Polizisten dürfen Pfefferspray auch für unmittelbaren Zwang gegen Menschen führen. Der Einsatz von Pfefferspray durch die Polizei steht daher immer wieder in der öffentlichen Diskussion und wird insbesondere von Vertretern des linken Spektrums kritisiert.

### Österreich
Pfeffersprays gelten als Waffen im Sinne von § 1 des Waffengesetzes. Der Besitz und das Führen von Pfefferspray ist Personen unter 18 Jahren, d. h. Kindern und Jugendlichen, verboten. Der Einsatz eines Pfeffersprays ist ausschließlich in einer Notwehrsituation erlaubt.

### Schweiz
Pfefferspray untersteht in der Schweiz der Chemikaliengesetzgebung. Pfeffersprays dürfen nur an Käufer über 18 Jahren gegen Identitätsnachweis abgegeben werden. Selbstbedienung ist nicht zulässig und die Kunden müssen über die sichere Aufbewahrung, Handhabung und Entsorgung informiert werden. Der Verkäufer muss über die „Sachkenntnis für die Abgabe besonders gefährlicher Chemikalien“ verfügen. Ein etwaiger Postversand muss eingeschrieben mit dem Vermerk „eigenhändig“ erfolgen. Die Produkte müssen mindestens als reizend (Piktogramm GHS07 „Ausrufezeichen“, H319/H335) eingestuft und gekennzeichnet sein. Auch die Vorschriften für Aerosolpackungen sind zu beachten. Sprays mit treibhausrelevanten Treibmitteln wie R134a (1,1,1,2-Tetrafluorethan) sind verboten.
Auch Abwehrsprays auf Basis ähnlicher Wirkstoffe, z. B. das chemisch eng verwandte PAVA, werden in der Schweiz analog Pfefferspray verkauft und unterliegen denselben Einschränkungen.
Sprayprodukte mit den Reizstoffen CA, CS, CN, CR gelten dagegen als Waffen im Sinne des Waffengesetzes. Für den Erwerb dieser Waffen ist ein Waffenerwerbsschein wie auch eine Waffentragbewilligung notwendig.
Die Schweizer Armee führte 2009 für alle Armeeangehörigen das Reizstoffsprühgerät 2000 (RSG-2000) ein. Dieses wird bei Bewachungsaufgaben eingesetzt. Die militärische Tragbewilligung wird nach Bestehen der Ausbildung erteilt.

### Dänemark und Norwegen
Erwerb, Besitz und Führen von Pfeffersprays ist in Norwegen und Dänemark verboten. Die Polizeibehörden benutzen Pfefferspraygeräte namens Sabre Defense MK-3, welche unter der Marke Nordic Defense nur an Behörden vertrieben werden.

### International
Der Einsatz von Pfefferspray als Kampfmittel ist in internationalen Konflikten durch das Abkommen über biologische Waffen von 1972 gegen Soldaten und Zivilisten in einem Krieg verboten, der Einsatz im Inneren jedoch gestattet. Dies hat daher Auswirkungen auf den Einsatz durch Militärpolizei bei zivilen Unruhen. Der Einsatz ist jedoch juristisch möglich, wenn dieses Mittel zur Aufrechterhaltung der militärischen Ordnung gegen Soldaten der eigenen Truppe oder nach zwischenstaatlichen Vereinbarungen gegen offensive Menschenmengen in einem Konfliktgebiet durch eine Militärpolizeieinheit eingesetzt wird.
In einigen Ländern sind die Einfuhr, das Mitführen und der Besitz verboten. Die aktuelle Rechtssituation insbesondere als Sicherungsmittel zur Bärenabwehr** ist bei den Botschaften vor einer Reisedurchführung aktuell abzufragen.
| Land           | Status              | Besitz                            | (Ver)kauf        | Führen/Tragen                              |
| -------------- | ------------------- | --------------------------------- | ---------------- | ------------------------------------------ |
| Niederlande    | verbotene Waffe     | verboten                          | verboten         | verboten                                   |
| Luxemburg      | keine Waffe         | verboten                          | verboten         | verboten                                   |
| Belgien        | verbotene Waffe     | verboten                          | verboten         | verboten                                   |
| Frankreich     | keine Waffe         | erlaubt                           | erlaubt ab 18 J. | erlaubt                                    |
| Spanien        | keine Waffe         | erlaubt                           | erlaubt          | erlaubt (max. 5 % Capsaicin)               |
| Großbritannien | verbotene Waffe     | verboten                          | verboten         | verboten                                   |
| Österreich     | Waffe               | erlaubt                           | erlaubt ab 18 J. | erlaubt                                    |
| Schweiz        | keine Waffe         | erlaubt                           | erlaubt ab 18 J. | erlaubt                                    |
| Italien        | Waffe               | erlaubt unter Voraussetzungen     | erlaubt ab 18 J. | erlaubt unter Voraussetzungen              |
| Griechenland   | verbotene Waffe     | verboten                          | verboten         | verboten                                   |
| Dänemark       | verboten            | -                                 | -                | -                                          |
| Grönland**     | ?                   | ?                                 | ?                | ?                                          |
| Norwegen**     | verbotene Waffe     | verboten                          | verboten         | verboten                                   |
| Spitzbergen**  | verboten            | verboten                          | verboten         | verboten                                   |
| Schweden**     | Waffe               | erlaubt mit Waffenbesitzerlaubnis | -                | erlaubt mit Waffenbesitzerlaubnis          |
| Finnland**     | -                   | verboten                          | -                | nur mit polizeilicher Tragegenehmigung     |
| Island         | verboten            | -                                 | -                | -                                          |
| USA            | je nach Bundesstaat | erlaubt                           | erlaubt          | erlaubt, je nach Bundesstaat verboten      |
| Kanada         | -                   | erlaubt                           | -                | erlaubt, Verbot möglich für urbane Gebiete |
| Lettland**     | -                   | erlaubt                           | -                | -                                          |
| Estland**      | ?                   | ?                                 | ?                | ?                                          |
| Litauen**      | ?                   | ?                                 | ?                | ?                                          |
| Polen**        | erlaubt             | erlaubt                           | erlaubt          | -                                          |
| Rumänien**     | ?                   | ?                                 | ?                | ?                                          |
| Slowakei**     | -                   | erlaubt                           | -                | -                                          |
| Russland**     | -                   | erlaubt                           | -                | -                                          |
| Portugal       | Waffe               | erlaubt mit Lizenz                | -                | erlaubt mit Lizenz                         |
| Indien         | -                   | -                                 | -                | -                                          |
| Argentinien    | ?                   | ?                                 | ?                | ?                                          |
| Chile          | ?                   | ?                                 | ?                | ?                                          |